# Endeavour (cràter)
L'Endeavour és un cràter d'impacte situat al Meridiani Planum de Mart que té 22 quilòmetres (13.70 milles) de diàmetre. Amb les dades de la Mars Reconnaissance Orbiter, s'han detectat fil·losilicats en afloraments al llarg de la vora d'aquest cràter. Aquests minerals es podrien haver format sota condicions d'humitat en un ambient de baixa acidesa en els primers moments de la formació del planeta, cosa que fa l'exploració d'aquest cràter prou interessant per intentar descobrir indicis sobre el passat possiblement aquós de Mart. No s'aixequen els segments de la vora nord, est i sud-oest. La vora s'ha desgastat, arrodonit i degradat, amb farcit de material de la plana d'una manera semblant a la del cràter Victòria.
Quan es compara amb la plana circumdant, el sòl del cràter mostra una signatura espectral millorada de basalt i hematita. L'interior conté dos grups de camps de dunes. Les imatges preses des de 2008 mostren evidència dels canvis en algunes de les formacions associades, la qual cosa pot ser evidència d'erosió activa pel vent marcià en un període de dos a tres anys. Les planes que envolten la vora mostren proves de sulfats polihidratats.
El Mars Exploration Rover -B Opportunity va començar a viatjar cap aquest cràter a l'agost de 2008, amb la vora a la vista el 7 de març de 2009.

## Nomenclatura
El nom del cràter es basa en el viatge del HMB Endeavour, una nau de recerca de la British Royal Navy comandada per James Cook, en el seu primer viatge de descobriment pels Mars del Sud que el dugueren cap a Fiji, Nova Zelanda i Austràlia del 1769 al 1771. Igualment, molts dels descobriments de la superfície del planeta vermell provenen dels noms amb els quals Cook batejà els seus descobriments als mars australs. A tall d'exemple podem trobar: Cap Dromedari, Cap Hicks, Badia de Byron, Cap Tribulació, Cap Byron, i Cap York. El propòsit del viatge de l'Endeavour fou la d'observar el trànsit de Venus des de l'hemisferi sud, mesurar la distància del planeta al Sol i explorar regions inhòspites en el viatge de retorn.

## Opportunity

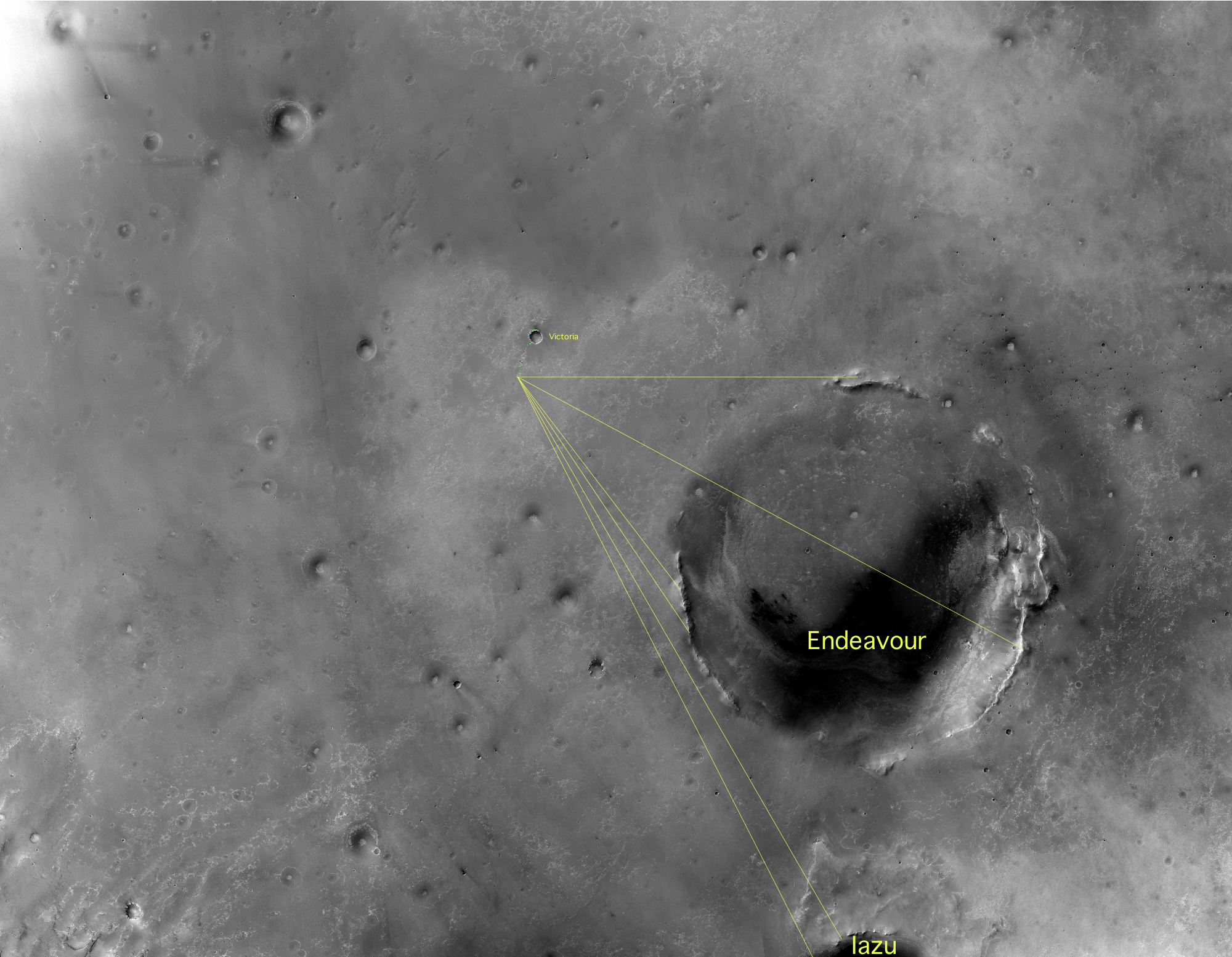
Les línies de la imatge mostren la posició el maig del 2009 de l'Opportunity i els noms dels cràters propers: Iazu, Endeavou i Victoria.

Des de l'agost del 2008, la Mars Exploration Rover-B Opportunity ha estat viatjant al voltant d'aquest cràter. Altres cràters que ha visitat l'Opportunity han estat el cràter Victòria de 750m de diàmetre, el cràter Endurance de 130m de diàmetre, el cràter Eagle de 22 metres de diàmetre.
El 7 de març del 2009, l'Opportunity veu per primer cop la vora de l'Endeavour després de conduir durant 3,2 km des del cràter Victòria l'agost del 2008. L'Opportunity també visità el cràter Iazu que és a una distància de 38 km i d'uns 7 km de diàmetre. Diversos contratemps van fer prendre la decisió de no fer el viatge en línia recta des del cràter Victòria fins al cràter Endeavour i fer el viatge en el transcurs d'un any marcià.
El 5 de maig del 2010, per evitar els camps de dunes al llarg del perillós camí directe entre Victòria i l'Endeavour es va allargar la ruta traçada entre els dos cràters a uns 19 quilòmetres.
El 15 d'agost del 2011 s'anuncia que l'Opportunity arriba a les serralades que envolten el cràter Endeavour.

### Cràters visitats per l'Opportunity
- Eagle
- Fram
- Endurance
- Argo
- Vostok
- Erebus
- Beagle
- Emma Dean
- Victoria
- Concepcion
- Santa Maria